# Mikey Walsh
Pour les articles homonymes, voir Walsh.
 (avril 2020).
Mikey Walsh est un écrivain, chroniqueur et activiste LGBT britannique, surtout connu pour sa série de livres autobiographiques.

## Biographie
Mikey Walsh a été élevé pour être un boxeur à mains nues dans la communauté rom gitane, mais étant gay, il a été forcé de quitter sa famille et sa communauté en 1996.  
Walsh est connu pour son trouble d'anxiété sociale à cause duquel il évite les apparitions publiques et les interviews. Sa dernière interview publique remonte à 2011, pour The Choice  de BBC Radio 4 avec Michael Buerk, dans laquelle il parlait de sa vie et de ce qui l'avait amené à quitter sa communauté. 
En 2014 et 2015, Walsh a été ajouté à The Independent 's Rainbow List des personnes LGBT+ britanniques les plus influentes.

## Ouvrages
- Gypsy Boy (2010)[5],[6],[7],[8], Première autobiographie de Walsh et best-seller britannique[9] publié par Hodder & Stoughton UK et St. Martin's Press USA.
- Gypsy Boy: On the Run (2011)[10],[11] Deuxième autobiographie de Walsh et en continuité avec Gypsy Boy, également un best-seller britannique publié par Hodder & Stoughton UK et St. Martin's Press USA.

Les versions audio des deux titres sont lus par Walsh lui-même et publiés par Audible.com . 

## Films
Une adaptation cinématographique du premier livre de Walsh par James Graham, Gypsy Boy, est actuellement en cours de mise en place,, produite par Bowery et Bond Films,. Le réalisateur du film sera Morgan Matthews,, alors que Benedict Cumberbatch va jouer le rôle du père de Walsh,,.

## Dans les médias
Walsh a été filmé pour la première fois pour partager son histoire de coming out pour l'appel d'hiver de l' Albert Kennedy Trust,,.
Walsh a été présenté dans le numéro "Gay Role Models" du magazine Attitude. Il a aussi beaucoup contribué dans la colonne des invités de Gay Times .